# José Isabel do Nascimento
José Isabel do Nascimento (Antônio Dias, 8 de julho de 1931 – Ipatinga, 17 de outubro de 1963) foi um industrial e fotógrafo amador brasileiro, conhecido por ser o único a fotografar o Massacre de Ipatinga, ocorrido no então distrito de Ipatinga em 7 de outubro de 1963 e do qual foi uma das vítimas fatais. Estava a caminho do trabalho quando parou para acompanhar o protesto de trabalhadores da Usiminas contra as más condições de trabalho e a humilhação que sofriam ao serem revistados antes de entrar e sair da empresa, pondo-se a fotografar os policiais armados e a multidão intimidada com a força da vigilância.
A certa altura, os operários reprimidos passaram a repreender os policiais com pedras e xingamentos. Em resposta, 19 soldados no alto de um caminhão puseram-se a disparar contra os trabalhadores, inclusive José Isabel do Nascimento, que chegou a ser socorrido mas faleceu dez dias depois. Testemunhas e familiares afirmaram que o disparo que atingiu o fotógrafo teria sido proposital e que sua morte, ocorrida após uma melhora de seu estado de saúde, pode ter sido "queima de arquivo". Somente em 2004 sua família foi indenizada. É um dos casos investigados pela Comissão Nacional da Verdade, que apura mortes e desaparecimentos na ditadura militar brasileira.

## Vida pessoal
Filho de Joaquim Isabel do Nascimento e Maria Claudina de Jesus, José Isabel do Nascimento nasceu no município brasileiro de Antônio Dias, no interior de Minas Gerais, em 8 de julho de 1931. Foi casado com Geralda Aguiar do Nascimento e pai de cinco filhos, sendo o último nascido dois meses após a sua morte. Residiu por alguns anos em Volta Redonda, no Rio de Janeiro, onde trabalhou na Companhia Siderúrgica Nacional (CSN). Estabeleceu-se posteriormente em Coronel Fabriciano, onde residia com sua família no Centro da cidade. Assinara um contrato para trabalhar na instalação da Usiminas, no então distrito de Ipatinga. Posteriormente, com a empresa em operação, atuou como funcionário da Fichet, uma empreiteira da companhia siderúrgica. Em 11 de maio de 1960, adquiriu em Volta Redonda uma câmera Rolleicord, com a qual trabalhou como fotógrafo amador em festas, aniversários e casamentos.

## Massacre de Ipatinga e morte

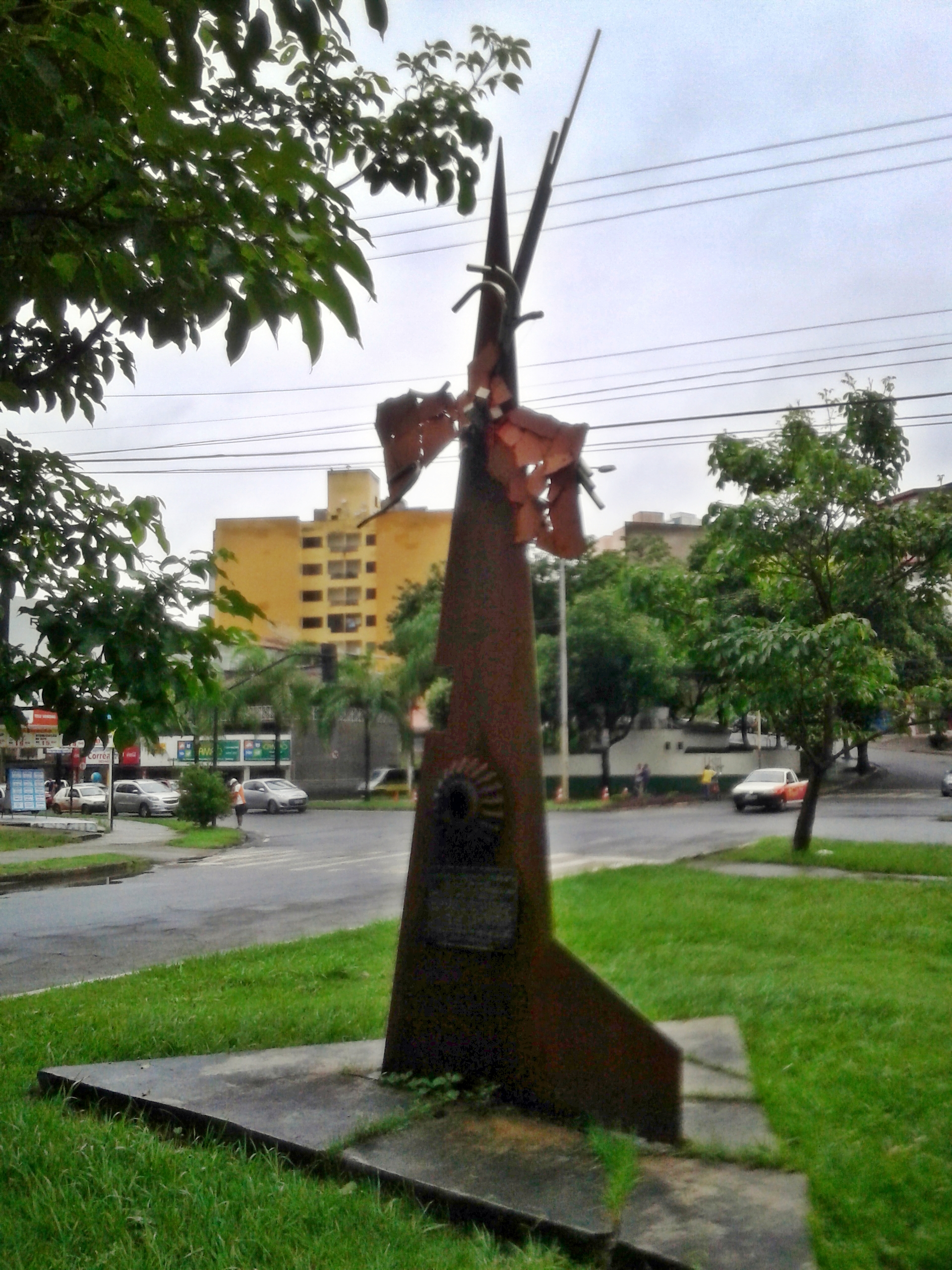
Monumento "7 de Outubro", no bairro Bom Retiro, em Ipatinga, que homenageia as vítimas do massacre.

Na manhã de 7 de outubro de 1963 um atrito entre militares, então sob ordens do governador mineiro José de Magalhães Pinto, e funcionários da Usiminas, revoltados com as más condições de trabalho e a humilhação que sofriam ao serem revistados antes de entrar e sair da empresa para sua jornada de trabalho, resultava em 6 000 trabalhadores em greve em frente à portaria da empresa à espera de um consenso entre líderes dos revoltosos, sindicato local e diretoria. José Isabel encaminhava-se para seu trabalho na área de montagem e construção e se juntou aos trabalhadores para acompanhar os acontecimentos. Como de costume, carregava consigo sua câmera, com a qual se colocou a fotografar os policiais armados e a multidão intimidada com a força da vigilância. Os flashes da câmera chamavam a atenção, inclusive dos soldados, que se sentiram incomodados.
José Isabel, no entanto, era conhecido de alguns dos soldados que estavam por ali e permaneceu um tempo conversando com João Medeiros, do destacamento de Coronel Fabriciano, que lhe ofereceu um maço de cigarros. A certa altura do protesto, os operários reprimidos passaram a repreender os policiais com pedras e xingamentos. Em resposta, 19 soldados no alto de um caminhão puseram-se a disparar contra os trabalhadores. José Isabel conseguira bater um filme inteiro e ao bater a primeira foto do segundo filme, mirando em um policial, foi atingido por disparo de fuzil, que teria sido proposital segundo testemunhas. A bala entrou pelo abdômen e saiu nas costas. João Medeiros tentou socorrer, mas no meio da confusão precisou se afastar do local. Poucos minutos depois, o médico Emílio Gomes Fernandes, também conhecido do fotógrafo, passou de carro por ali e o encaminhou à Casa de Saúde Santa Terezinha, no Centro de Ipatinga.
No centro de saúde, José Isabel foi entrevistado e interrogado e conseguiu vender suas fotos ao jornal Correio de Minas, obtendo repercussão imediata nos principais noticiários. Após passar por duas cirurgias, faleceu em 17 de outubro, apesar da boa perspectiva de seu quadro de saúde. Segundo o legista José Ávila, sua morte ocorreu em função de "abscesso subepático devido a projétil de arma de fogo". José Isabel do Nascimento foi enterrado no antigo cemitério de Coronel Fabriciano, onde atualmente está localizada a Praça da Bíblia, no bairro Surinan.
Nos meses seguintes ao episódio houve o julgamento dos soldados envolvidos no massacre, que resultou oficialmente em oito falecimentos, apesar do número de mortos e feridos sempre ter sido contestado. Os 19 militares que participaram diretamente das mortes chegaram a ser apontados em um inquérito concluído em 4 de novembro de 1963. O Golpe de Estado em 1964, no entanto, deu início ao regime militar no Brasil, durante o qual houve a prisão de sindicalistas e líderes de movimentos trabalhistas locais, além da absorção dos policiais envolvidos em 8 de março de 1965. O Ministério Público Militar entrou em recurso contra a decisão dois meses depois, mas o processo foi concluído a favor dos militares.

## Indenizações e reconhecimento

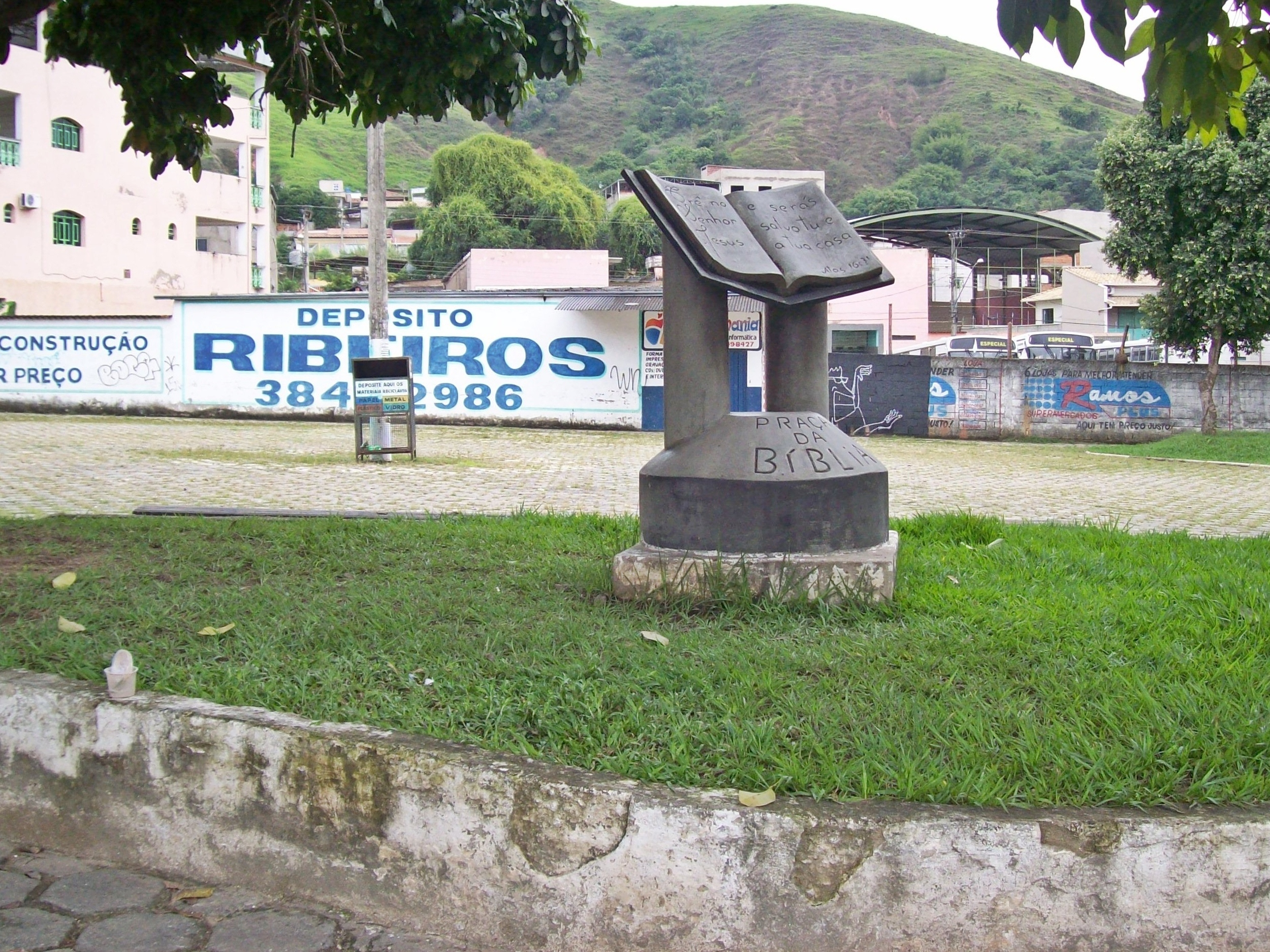
Praça da Bíblia, no bairro Surinan, em Coronel Fabriciano, onde situava-se o cemitério no qual José Isabel do Nascimento foi enterrado.

A família de José Isabel do Nascimento não recebeu nenhum auxílio monetário após seu falecimento e por razões financeiras precisou vender o estúdio fotográfico. A câmera Rolleicord foi enviada para ser concertada no Rio de Janeiro, porém nunca mais foi vista. Após o fim do regime militar, em 1985, a lei nº 9.140, aprovada em 4 de dezembro de 1995, seria a primeira que previa indenizações a familiares de pessoas mortas ou desaparecidas durante a ditadura. Esse decreto cogitou aos familiares das vítimas do massacre o direito de ressarcimento, mas a lei abrangia apenas aqueles que perderam a vida em "dependências policiais". Em março de 2004, a aprovação da Medida Provisória 176 passou a garantir indenizações às famílias de falecidos em manifestações públicas ou conflitos armados. Com base nesse projeto, somente em 27 de outubro de 2004 o processo de indenização de José Isabel do Nascimento foi aprovado — outras quatro famílias foram indenizadas naquele mês.
Em 2013, com a instauração da Comissão Nacional da Verdade (CNV), o Massacre de Ipatinga voltou a ser investigado. Em uma audiência pública realizada pela comissão no Fórum de Ipatinga em 7 de outubro de 2013, em referência aos 50 anos do episódio, vítimas e parentes foram ouvidos com o objetivo de reunir informações. Na ocasião um dos filhos de José Isabel, Rossi do Nascimento, afirmou que a morte súbita do fotógrafo após a recuperação das cirurgias se tratava de uma possível "queima de arquivo". Um relatório divulgado pela CNV em dezembro de 2014 apontou como responsáveis pelas mortes desde militares ao governador do estado na época do massacre. Foi recomendada a retificação da certidão de óbito de José Isabel do Nascimento e a continuidade das investigações para a identificação de todos os envolvidos.
As imagens capturadas por José Isabel do Nascimento durante o Massacre de Ipatinga repercutiram em outros países e foram publicadas nas revistas O Cruzeiro e Fatos & Fotos. Em 2011, uma rua do bairro Novo Aarão Reis, em Belo Horizonte, foi batizada de José Isabel do Nascimento em sua homenagem. Em Coronel Fabriciano, houve um movimento a favor de alterar o nome da Avenida Governador José de Magalhães Pinto, que é a principal da cidade e leva o nome do governador mineiro responsável pelo massacre, para Avenida José Isabel do Nascimento. Em Ipatinga há uma Unidade de Pronto Atendimento denominada UPA José Isabel do Nascimento. Os nomes das vítimas da chacina foram incluídos na lista de "mortos e desaparecidos políticos" na ditadura militar brasileira.